# Urdok Kangri I
Urdok Kangri I (také Urdok I) je hora vysoká 7 250 m n. m. nacházející se v pohoří Karákóram na hranici mezi Pákistánem a Čínskou lidovou republikou. Je to nejvyšší vrchol hřebene Urdok a je součástí masivu Gašerbrum. O výšce hory existují velmi odlišné informace. V závislosti na mapě se výška pohybuje mezi 7200 m až 7426 m.

## Prvovýstup
Prvovýstup byl proveden v roce 1975 rakouskou expedicí s Hannsem Schelllem. V týmu byli Hannse Schell s manželku Liselotte, Robert Schauer, Helmut Prevedel, Herbert Zefferer a Karl Hub. Dne 4. srpna 1975 dosáhl vrcholu Hanns a Liselotte, Robert Schauer, Herbert Zefferer a Karl Hub.